# Août 2007 en sport
Cette page concerne l'actualité sportive du mois d'août 2007.

## Mercredi1eraoût
- Football : Ligue des champions, 2e tour préliminaire aller : tous les résultats ICI

## Jeudi2 août
- Football , Coupe de l'UEFA, 1er tour préliminaire retour : tous les résultats ICI

## Vendredi3 août
- Athlétisme, Tour mondial d'athlétisme : Norwich Union Super Grand Prix de Londres (Angleterre)

- Football : 
  - ouverture en Argentine de la saison 2007-2008 du tournoi d'ouverture de Primera Division
  - ouverture en Belgique de la saison 2007-2008 de la Jupiler League.

## Samedi4 août
- Baseball : en tapant un coup de circuit dans la deuxième manche face aux San Diego Padres, Barry Bonds (San Francisco Giants) égale le record du nombre de home runs frappés en carrière en MLB d'Hank Aaron : 755.

- Cyclisme, UCI ProTour : L'Italien Leonardo Bertagnolli (Liquigas) remporte la Classique de Saint-Sébastien (Espagne)

- Football : ouverture en France de la saison 2007-2008 de la Ligue 1.

## Dimanche5 août
- Basket-ball : l'Iran gagne la finale du Championnat d'Asie au Japon face Liban (74-69).

- Football : Manchester United enlève le Community Shield face à Chelsea FC aux tirs au but (3-0) après un match nul 1-1.

- Golf : 
  - PGA Tour : Tiger Woods remporte le WGC-Bridgestone Invitational
  - PGA Tour : Steve Flesch gagne le Reno-Tahoe Open
  - Tour européen PGA : Per-Ulrik Johansson remporte l'Open de Russie
  - LPGA : Lorena Ochoa s'impose au British Open féminin de golf en Écosse

- Sport automobile :
  - Formule 1 : Lewis Hamilton remporte le Grand Prix de Hongrie
  - NASCAR : Kurt Busch gagne la Pennsylvania 500
  - Rallye : Marcus Grönholm s'impose sur le Rallye de Finlande

- Tennis : 
  - Tournoi ATP World Tour de Sopot (Pologne) : Tommy Robredo s'impose en finale sur José Acasuso (7-5, 6-1)
  - Tournoi ATP Tour de Washington (États-Unis) : Andy Roddick s'impose en finale sur John Isner (6-4, 7-6)
  - Tournoi WTA Tour de San Diego (États-Unis) : Maria Sharapova s'impose en finale sur Patty Schnyder (6-2, 3-6, 6-0)
  - Tournoi WTA Tour de Stockholm (Suède) : Agnieszka Radwańska s'impose en finale sur Vera Dushevina (6-1, 6-1)

## Mardi7 août
- Baseball : en tapant un coup de circuit dans la cinquième manche face aux Washington Nationals, Barry Bonds (San Francisco Giants) bat le record du nombre de home runs frappés en carrière en MLB d'Hank Aaron : 756.

## Mercredi8 août
- Football : Ligue des champions 2007-2008, 2e tour préliminaire retour : tous les résultats ICI
- Omnisports : ouverture des Universiades d'été à Bangkok (Thaïlande).

## Jeudi9 août
- Omnisports : ouverture des Jeux des îles de l'océan Indien 2007 à Antananarivo (Madagascar).

## Vendredi10 août
- Cyclisme : départ du Tour d'Allemagne 2007 de Sarrebruck.
- Football : ouverture de la saison 2007-2008 du Championnat d'Allemagne de football.

## Samedi11 août
- Football : ouverture de la saison 2007-2008 du Championnat d'Angleterre de football.
- Saut à ski : ouverture du Grand Prix d'été de saut à ski 2007 à Hinterzarten (Allemagne).

## Dimanche12 août
- Badminton : ouverture des Championnats du monde à Kuala Lumpur (Malaisie).

- Baseball : les Huskies de Rouen remportent un quatrième titre de champion de France en cinq ans en s'imposant en finale contre les Templiers de Sénart par trois victoires à deux.

- Canoë-kayak : clôture des Championnats du monde course en ligne à Duisbourg (Allemagne). À domicile, l'Allemagne domine le tableau des médailles avec 9 titres et 18 médailles devant la Hongrie, également 9 titres et 18 médailles, mais seulement 3 médailles d'argent contre 6 aux Allemands. Derrière ces deux nations, les neuf autres titres en jeu furent remportés par neuf nations différentes dont un pour la France glané par Cyrille Carré et Philippe Colin en K2.Tableau des médailles sur le site officiel de la compétition

- Golf, PGA Tour, USPGA : l'Américain Tiger Woods remporte son 13e tournoi du grand chelem.

- Sport automobile : 
  - Champ Car : 27e victoire du français Sébastien Bourdais qui s'impose au Grand Prix d'Elkhart Lake, dans le Wisconsin, devant l'Anglais Dan Clarke et l'Américain Graham Rahal. Le futur pilote Toro Rosso compte désormais 37 points d'avance sur le Néerlandais Robert Doornbos au classement général.
  - NASCAR : l'Américain Tony Stewart remporte la Centurion Boats at the Glen

- Sport équestre : clôture du CSIO de Dublin (Irlande) de la Samsung super league. Site officiel de la compétition

- Tennis : 
  - Masters Series de Tennis du Canada de l'ATP World Tour : après avoir éliminé David Nalbandian, Andy Roddick et Rafael Nadal, le Serbe Novak Djokovic s'impose sur le Suisse Roger Federer, 7-6, 2-6, 7-6
  - Tournoi de tennis de Los Angeles (États-Unis) du WTA Tour : la Serbe Ana Ivanovic s'impose sur la Russe Nadia Petrova, 7-5, 6-4.

- Voile : départ de la Fastnet (Angleterre).

## Lundi13 août
- Cricket : l'Inde remporte sa première victoire en Test series en Angleterre depuis 1986 en battant l'Angleterre 1-0. Il s'agit de la première défaite à domicile de l'équipe anglaise depuis 2001, battue alors par l'Australie.

## Mercredi15 août
- Football , Ligue des champions, 3e tour préliminaire aller : Tous les résultats.

## Jeudi16 août
- Football : Coupe de l'UEFA, 2e tour préliminaire aller : Tous les résultats.

## Vendredi17 août
- Football : ouverture des championnats du Portugal et des Pays-Bas.

## Samedi18 août
- Cyclisme, UCI ProTour : l'Allemand Jens Voigt (CSC) remporte le Tour d'Allemagne dont l'arrivée finale est jugée à Hanovre.
- Hockey sur gazon : ouverture des championnats d'Europe féminin à Manchester (Angleterre).
- Omnisports : clôture des Universiades d'été à Bangkok (Thaïlande).
- Pentathlon moderne : La Française Amélie Cazé remporte le titre mondial féminin à Berlin.

## Dimanche19 août
- Badminton : clôture des Championnats du monde à Kuala Lumpur (Malaisie).
- Cyclisme : l'Italien Alessandro Ballan Lampre remporte la Vattenfall Cyclassics, épreuve du calendrier de l'UCI ProTour.
- Football : 
  - Supercoupe d'Italie : l'AS Rome s'impose 1-0 contre l'Inter Milan.
  - Le FC Séville remporte la Supercoupe d'Espagne face au Real Madrid en s'imposant 5-3 au stade Santiago Bernabéu après un succès 1-0 à l'aller.
  - Finale de la Champions Youth Cup : les moins de 19 ans de Manchester United s'imposent 1-0 sur les moins de 19 ans de la Juventus. Le meilleur buteur de la compétition est le français Pierre-Emerick Aubameyang qui évolue au Milan AC : 7 buts en 6 matchs.
- Golf : 
  - PGA Tour : l'Americain Brandt Snedeker remporte le Wyndham Championship à Greensboro (Caroline du Nord) aux États-Unis.
  - Tour européen PGA : le Finlandais Mikko Ilonen gagne le Masters de Scandinavie à Malmö (Suède).
  - LPGA Tour : la mexicaine Lorena Ochoa remporte l'Open féminin du Canada à Edmonton.
- Hockey sur gazon : ouverture du championnat d'Europe masculin à Manchester (Angleterre).
- Motocyclisme : 
  - Vitesse moto, Grand Prix de République tchèque à Brno.
  - Moto-cross, Grand Prix d'Irlande du Nord
- Pentathlon moderne : le Hongrois Viktor Horváth enlève le titre de champion du monde à Berlin.
- Sport automobile : 
  - NASCAR, 3M Performance 400 au Michigan International Speedway. La course est reportée en raison de fortes chutes de pluie.
  - Rallye : Le Français Sébastien Loeb (Citroën C4) remporte pour la sixième fois consécutive le Rallye d'Allemagne, sa cinquième victoire de la saison et la 33e (nouveau record) de sa carrière, en devançant François Duval (Citroën Xsara) et Mikko Hirvonen (Ford Focus). Il revient à 8 points de Marcus Grönholm (Ford Focus) au classement du championnat du monde.
- Sport équestre, Saut d'obstacles : la cavalière allemande Meredith Michaels-Beerbaum remporte le titre individuel européen à Mannheim.
- Tennis :
  - Masters de Cincinnati (États-Unis) de l'ATP World Tour : le Suisse Roger Federer s'impose sur l'Américain James Blake (6-1, 6-4). C'est le 50e succès sur l'ATP Tour pour le Federer.
  - Tournoi de tennis du Canada du WTA Tour à Toronto : la Belge Justine Henin s'impose sur la Serbe Jelena Janković (7-6, 7-5). 35e succès sur le WTA Tour d'Henin.

## Mardi21 août
- Sport automobile, NASCAR : l'Américain Kurt Busch remporte la 3M Performance 400 au Michigan International Speedway.

## Mercredi22 août
- Basket-ball : 
  - Ouverture du Championnat des Amériques de basket-ball 2007 à Las Vegas.
  - L'Australie s'impose au Championnat d'Océanie de basket-ball 2007.
- Cyclisme : début de l'Eneco Tour de l'UCI ProTour.

## Jeudi23 août
- Voile : Michel Desjoyeaux remporte la Solitaire du Figaro. C'est son troisième succès dans cette épreuve.

## Vendredi24 août
- Karaté : ouverture des Championnats d'Asie à Nilai (Malaisie). Le premier jour des compétitions, le Japon remporte trois médailles d'or, le pays hôte deux et l'Iran la dernière mise en jeu.

## Samedi25 août
- Athlétisme : ouverture des Championnats du monde à Osaka (Japon). 
  - Le Kenyan Luke Kibet inaugure le palmarès de cette compétition en remportant le marathon en 2 h 15 min 59 s devant le Qatarien Mubarak Hassan Shami et le Suisse Viktor Röthlin.
  - L'Américain Reese Hoffa remporte le concours du lancer du poids avec un jet à 22,04 m devant son compatriote Adam Nelson et le Biélorusse Andrei Mikhnevich.
  - L'Éthiopienne Tirunesh Dibaba s'impose sur le 10 000 mètres féminin devant la Turque Elvan Abeylegesse et l'Américaine Kara Goucher.
- Aviron : début des Championnats du monde à Munich (Allemagne).
- Football :
  - Ouverture du Championnat d'Espagne.
  - Ouverture du Championnat d'Italie.
- Hockey sur gazon : finale du Championnat d'Europe féminin à Manchester (Angleterre). L'Allemagne s'impose 2-0 face aux Pays-Bas.
- Rugby à XIII : St Helens RLFC remporte la Coupe d'Angleterre à Wembley face aux Français des Dragons Catalans (30-8).
- Sport automobile, NASCAR : Carl Edwards remporte la Sharpie 500.
- Tennis : 
  - Tournoi de tennis de New Haven (États-Unis) de l'ATP World Tour. L'Americain James Blake s'impose sur son compatriote Mardy Fish 7-5, 6-4.
  - Tournoi de tennis de Forest Hills (États-Unis) du WTA Tour. L'Argentine Gisela Dulko s'impose sur la Française Virginie Razzano 6-2, 6-2.
  - Tournoi de tennis de New Haven (États-Unis) du WTA Tour. La Russe Svetlana Kuznetsova s'impose sur la Hongroise Ágnes Szávay 4-6, 3-0 abandon.

## Dimanche26 août
- Athlétisme : 2e journée des Championnats du monde à Osaka (Japon). 
  - 20 kilomètres marche hommes. L'Équatorien Jefferson Pérez s'impose en 1 h 22 min 20 s devant l'Espagnol Francisco Javier Fernández et le Tunisien Hatem Ghoula.
  - Lancer du poids féminin. La Néo-Zélandaise Valerie Vili s'impose avec un jet de 20,54 m devant la Biélorusse Nadezhda Ostapchuk et l'Allemande Nadine Kleinert.
  - Heptathlon. La Suédoise Carolina Klüft enlève son troisième titre mondial devant l'Ukrainienne Lyudmyla Blonska et la Britannique Kelly Sotherton.
  - 100 mètres masculin. L'Américain Tyson Gay s'impose en 9 s 85 devant la Bahaméen Derrick Atkins et le Jamaïcain Asafa Powell.
- Golf
  - PGA Tour : Barclays Classic à Rye (New York) (États-Unis).
  - Tour européen PGA : l'Anglais Ross Fisher s'impose au KLM Open aux Pays-Bas.
  - LPGA Tour : Safeway Classic à Portland (États-Unis).
- Hockey sur gazon : finale du Championnat d'Europe masculin à Manchester (Angleterre). Les Pays-Bas s'imposent 3-2 face à l'Espagne.
- Sport automobile
  - Formule 1, Grand Prix de Turquie. Doublé de Ferrari avec la victoire du Brésilien Felipe Massa devant le Finlandais Kimi Räikkönen et l'Espagnol Fernando Alonso (McLaren Mercedes).
  - Champ Car : le Français Sébastien Bourdais remporte le Grand Prix de Zolder.

## Lundi27 août
- Athlétisme : 3e journée des Championnats du monde à Osaka (Japon). 
  - Lancer du marteau masculin. Le Biélorusse Ivan Tsikhan s'assure un troisième titre mondial avec un jet de 83,63 m à son dernier essai. Le Slovène Primož Kozmus et le Slovaque Libor Charfreitag complètent le podium.
  - Triple saut masculin. Le Portugais Nelson Évora s'impose devannt le Brésilien Jadel Gregório et l'Américain Walter Davis.
  - 3000 mètres steeple féminin. La Russe Yekaterina Volkova s'impose devant sa compatriote Tatyana Petrova et la Kenyane Eunice Jepkorir.
  - 10 000 mètres masculin. Troisième titre mondial pour l'Éthiopien Kenenisa Bekele devant son compatriote Sileshi Sihine et le Kenyan Martin Mathathi.
  - 100 mètres féminin. La Jamaïcaine Veronica Campbell s'impose en 11 s 01 devant les Américaines Lauryn Williams et Carmelita Jeter.
- Tennis : début de l'US Open de tennis à New York.

## Mardi28 août
- Athlétisme : 4e journée des Championnats du monde à Osaka (Japon). 
  - 400 mètres haies masculin. L'Américain Kerron Clement s'impose devant le Dominicain Félix Sánchez et le Polonais Marek Plawgo.
  - 800 mètres féminin. La Kenyane Janeth Jepkosgei s'impose devant la Marocaine Hasna Benhassi et l'Espagnole Mayte Martínez.
  - 3000 mètres steeple masculin. Triplé kényan avec Brimin Kipruto, Ezekiel Kemboi et Richard Mateelong.
  - Lancer du disque masculin. L'Estonien Gerd Kanter s'impose devant l'Allemand Robert Harting et Néerlandais Rutger Smith.
  - Saut en longueur féminin. Triplé russe avec Tatyana Lebedeva, Lyudmila Kolchanova et Tatyana Kotova.
  - Saut à la perche féminin. Deuxième titre mondial consécutif pour la Russe Yelena Isinbayeva qui s'impose devant la Tchèque Kateřina Baďurová et la Russe Svetlana Feofanova.

## Mercredi29 août
- Athlétisme : 5e journée des Championnats du monde à Osaka (Japon). 
  - 100 mètres haies féminin. L'Américaine Michelle Perry s'impose devant la Canadienne Perdita Felicien et la Jamaïcaine Delloreen Ennis-London.
  - 400 mètres féminin. Doublé britannique avec Christine Ohuruogu et Nicola Sanders. La Jamaïcaine Novlene Williams complète le podium.
  - 1500 mètres masculin. L'Américain naturalisé de fraiche date Bernard Lagat s'impose devant le Bahreïnien Rachid Ramzi et le Kenyan Shedrack Korir.
  - Lancer du disque féminin. L'Allemande Franka Dietzsch s'impose devant la Russe Darya Pishchalnikova et la Cubaine Yarelys Barrios.
  - Saut en hauteur masculin. Le Bahaméen Donald Thomas s'impose devant le Russe Yaroslav Rybakov et le Chypriote Kyriákos Ioánnou.

- Cyclisme : l'Espagnol José Iván Gutiérrez (Caisse d'épargne) remporte l'Eneco Tour de l'UCI ProTour.

- Football : Ligue des champions, 3e tour préliminaire retour : Tous les résultats.

## Jeudi30 août
- Athlétisme : 6e journée des Championnats du monde à Osaka (Japon). 
  - 200 mètres masculin. L'Américain Tyson Gay s'impose en 19 s 76 devant le Jamaïcain Usain Bolt et l'Américain Wallace Spearmon.
  - 400 mètres haies féminin. L'Australienne Jana Rawlinson s'impose devant la Russe Yuliya Pechenkina et la Polonaise Anna Jesień
  - Lancer du marteau féminin. La Allemande Betty Heidler s'impose devant la Cubaine Yipsi Moreno et la Chinoise Zhang Wenxiu.
  - Saut en longueur masculin. La Panaméen Irving Saladino s'impose devant l'Italien Andrew Howe et l'Américain Dwight Phillips.

- Football : Coupe de l'UEFA, 2e tour préliminaire retour : Tous les résultats ici.

- Football américain : ouverture du Championnat NCAA.

## Vendredi31 août
- Athlétisme : 7e journée des Championnats du monde à Osaka (Japon). 
  - 20 kilomètres marche féminin. Doublé russe avec Olga Kaniskina et Tatyana Shemyakina. L'Espagnole María Vasco complète le podium.
  - 110 mètres haies masculin. Le Chinois Liu Xiang s'impose devant les Américains Terrence Trammell et David Payne.
  - 200 mètres féminin. L'Américaine Allyson Felix s'impose devant la Jamaïcaine Veronica Campbell et la Sri lankaise Susanthika Jayasinghe.
  - Lancer du javelot féminin. La Tchèque Barbora Špotáková s'impose devant les Allemandes Christina Obergföll et Steffi Nerius.
  - Triple saut féminin. La Cubaine Yargelis Savigne s'impose devant la Russe Tatyana Lebedeva et la Grecque Chrysopiyí Devetzí.
  - 400 mètres masculin. Triplé américain avec Jeremy Wariner, LaShawn Merritt et Angelo Taylor.

- Football : au stade Louis-II de Monaco, les Italiens du Milan AC remportent la Supercoupe de l'UEFA face aux Espagnols du FC Séville (3-1).

## Principaux rendez-vous sportifs du mois d'août 2007
- 28 juillet au 5 août : Basket-ball, Championnat d'Asie au Japon.
- 29 juillet au 22 août : Voile : Solitaire du Figaro.
- 30 juillet au 5 août : Tennis, tournois de Sopot (Pologne) et Washington (États-Unis) de l'ATP World Tour et tournois de San Diego (États-Unis) et Stockholm (Suède) du WTA Tour.
- 31 juillet et 1er août : Football, Ligue des champions (2e tour de qualification aller)
- 2 août : Football, Coupe de l'UEFA (1er tour préliminaire retour)
- 2 au 5 août : Golf, British Open féminin de golf en Écosse
- 3 août : Athlétisme, Tour mondial d'athlétisme, Norwich Union Super Grand Prix de Londres (Angleterre).
- 3 août : Football, ouverture du Championnat de Belgique
- 3 au 5 août : Rallye, Rallye de Finlande
- 4 août : Football, ouverture du Championnat de France
- 4 août : Cyclisme, UCI ProTour, Classique de Saint-Sébastien (Espagne)
- 5 août : Formule 1, Grand Prix de Hongrie
- 5 au 19 août : Football, Champions Youth Cup 2007 des moins de 19 ans en Malaisie.
- 6 au 12 août : Tennis, Masters Series de Tennis du Canada de l'ATP World Tour et l'Tournoi de tennis de Los Angeles (États-Unis) du WTA Tour
- 7 août : Athlétisme, Tour mondial d'athlétisme, Super Grand Prix de Stockholm (Suède)
- 7 au 8 août : Football, Ligue des champions (2e tour préliminaire retour)
- 8 au 12 août : Canoë-kayak, Championnats du monde course en ligne à Duisbourg (Allemagne)
- 8 au 12 août : Sport équestre : Samsung super league, CSIO de Dublin (Irlande)
- 8 au 18 août : Omnisports, Universiade d'été à Bangkok (Thaïlande)
- 9 au 12 août : Golf, PGA Tour, USPGA (grand chelem)
- 10 août : Football, ouverture du Championnat d'Allemagne
- 10 au 18 août : Cyclisme, UCI ProTour, Tour d'Allemagne
- 11 août : Football, ouverture du Championnat d'Angleterre
- 12 août : Voile, départ de la Fastnet (Angleterre)
- 19 au 19 août : Badminton: Championnats du monde à Kuala Lumpur (Malaisie)
- 13 au 19 août : Tennis, Masters de Cincinnati (États-Unis) et Tournoi de tennis de New Haven (États-Unis) de l'ATP World Tour et Tournoi de tennis du Canada du WTA Tour.
- 14 au 15 août : Football, Ligue des champions (3e tour préliminaire aller)
- 14 au 22 août : Pentathlon moderne, Championnats du monde à Berlin
- 16 août : Football, Coupe de l'UEFA (2e tour préliminaire aller)
- 17 au 19 août : Rallye, Rallye d'Allemagne
- 18 au 25 août : Hockey sur gazon, Championnat d'Europe féminin à Manchester (Angleterre)
- 19 au 26 août : Hockey sur gazon, Championnat d'Europe masculin à Manchester (Angleterre)
- 18 août au 9 septembre : Football, Coupe du monde de football des moins de 17 ans 2007 en Corée du Sud
- 19 août : Cyclisme, UCI ProTour, Vattenfall Cyclassics
- 19 août : Motocyclisme, Grand Prix moto de République tchèque
- 20 au 26 août : Tennis, Tournoi de tennis de New Haven (États-Unis) de l'ATP World Tour et Tournoi de tennis de Forest Hills (États-Unis) et Tournoi de tennis de New Haven (États-Unis) du WTA Tour.
- 22 au 29 août : Cyclisme, UCI ProTour, Eneco Tour
- 25 août : Rugby à XIII, finale de la Coupe d'Angleterre de rugby à XIII
- 25 août au 2 septembre : Athlétisme, Championnats du monde d'athlétisme à Osaka (Japon)
- 25 août au 2 septembre : Aviron, Championnats du monde d'aviron à Munich (Allemagne)
- 25 août : Football, ouverture du Championnat d'Espagne
- 25 août : Football, ouverture du Championnat d'Italie
- 26 août : Formule 1, Grand Prix de Turquie
- 27 août au 9 septembre : US Open de tennis
- 28 au 29 août : Football, Ligue des champions (3e tour préliminaire retour)
- 30 août : Football, Coupe de l'UEFA (2e tour préliminaire retour)
- 30 août : Football américain, ouverture du Championnat NCAA
- 31 août au 2 septembre : Rallye, Rallye de Nouvelle-Zélande